# Quận Lincoln, Tennessee
Quận Lincoln là một quận thuộc tiểu bang Tennessee, Hoa Kỳ.
Quận này được đặt tên theo Benjamin Lincoln, một sĩ quan trong chiến tranh cách mạng Mỹ. Theo điều tra dân số của Cục điều tra dân số Hoa Kỳ năm 2000, quận có dân số 31.340 người. Quận lỵ đóng ở Fayetteville6.

## Địa lý
Theo Cục điều tra dân số Hoa Kỳ, quận có diện tích km2, trong đó có km2 là diện tích mặt nước.